# Calgary Stampede

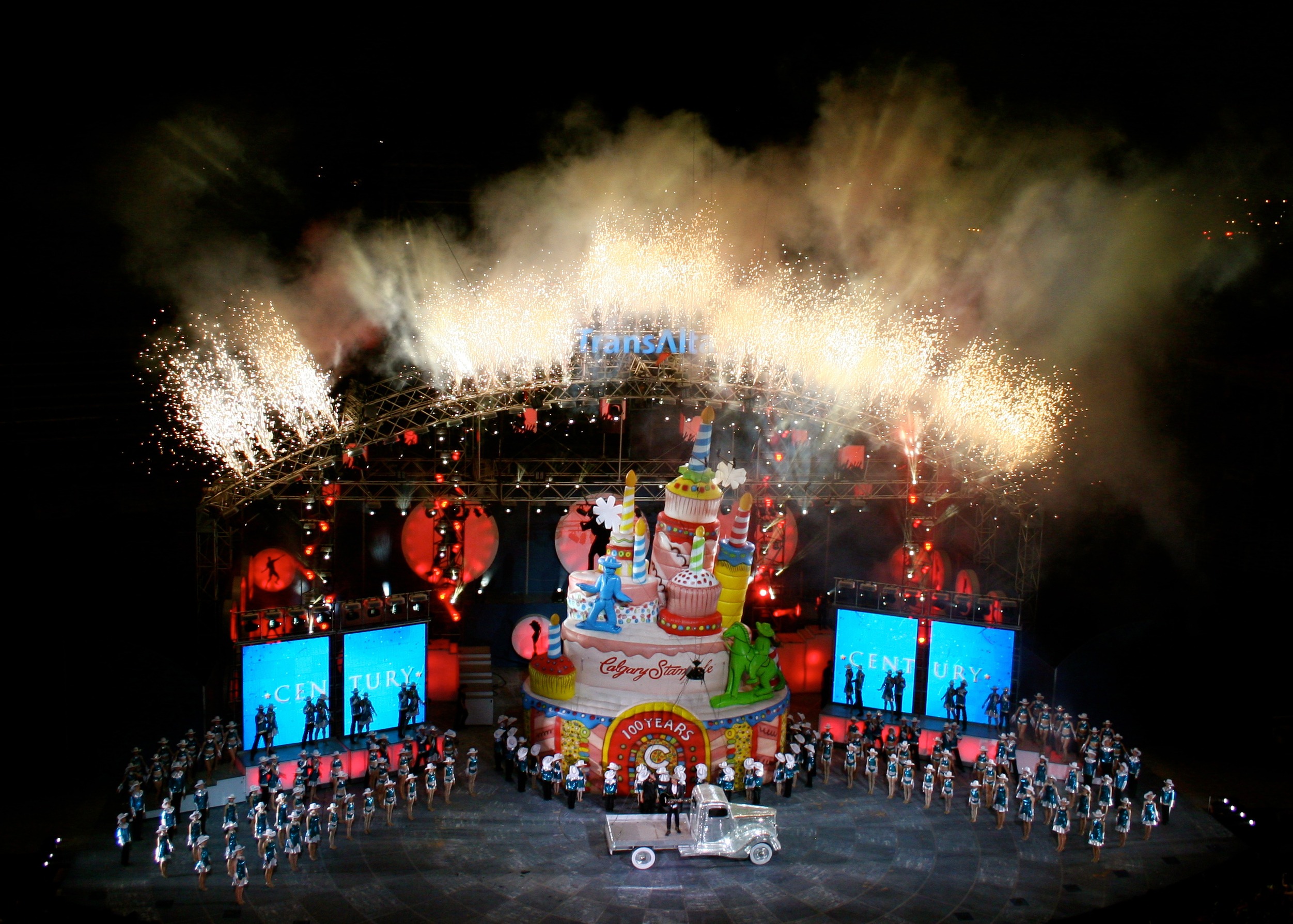
Calgary Stampede banda de música.

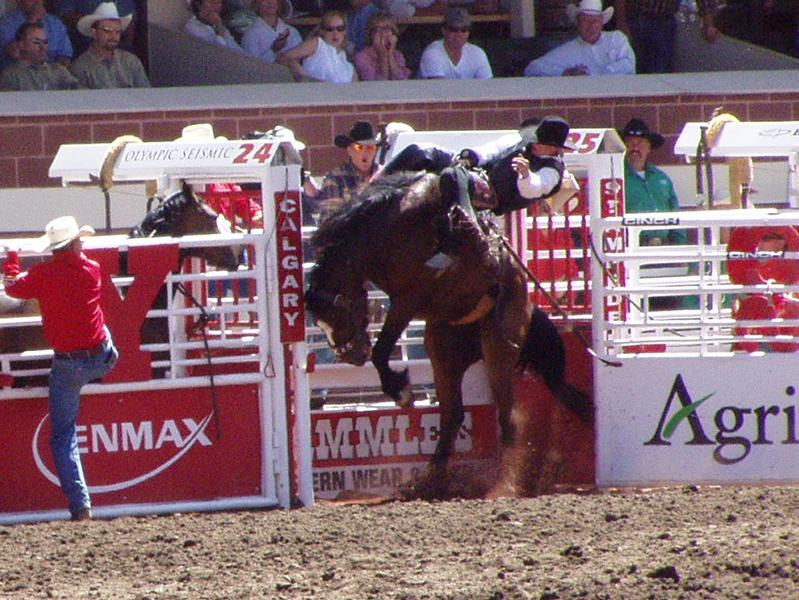
Vaquero montando un caballo en el rodeo.

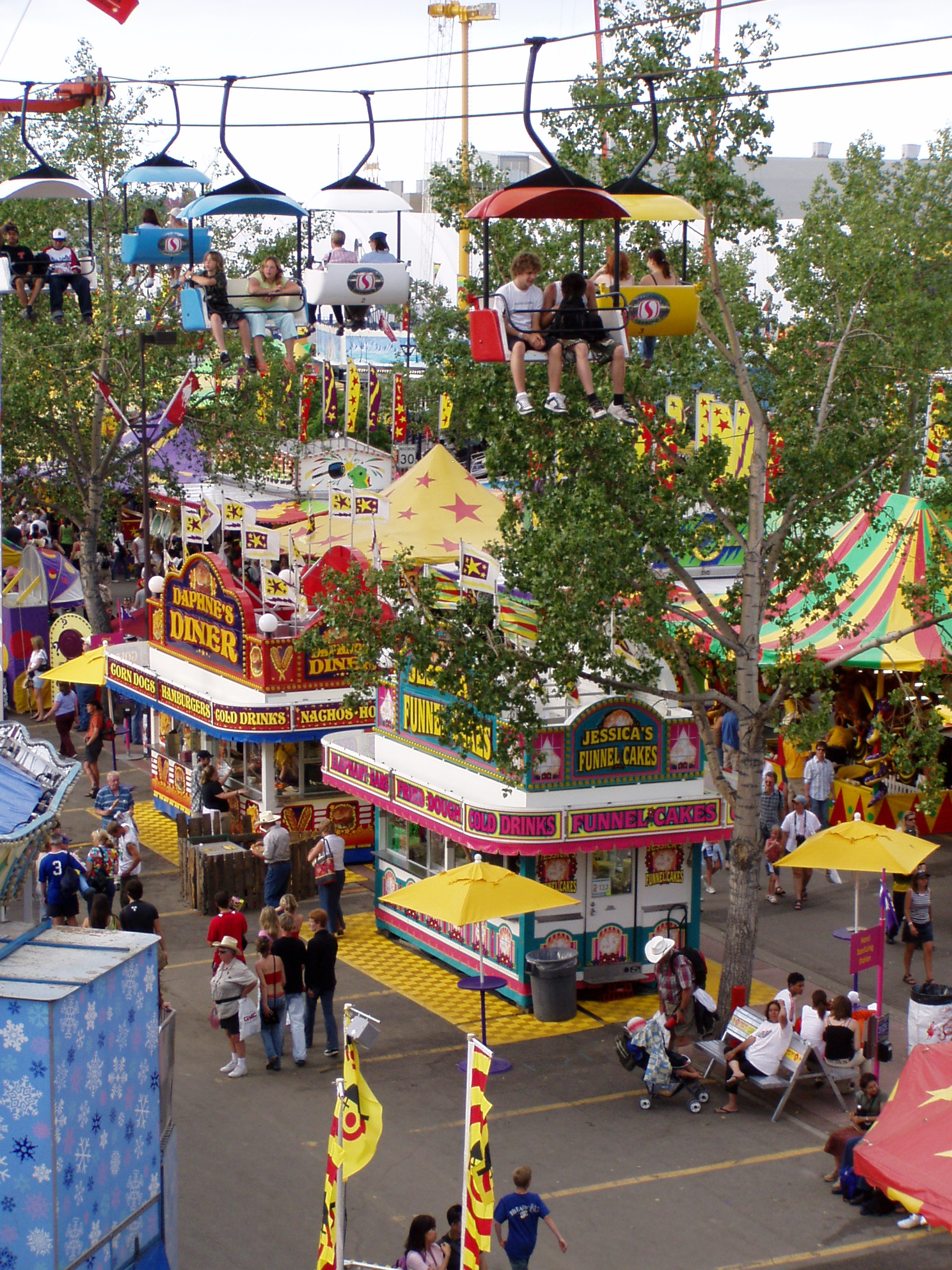
Alrededores de la Calgary Stampede.

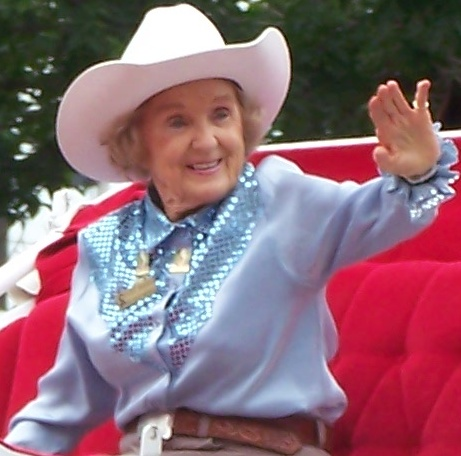
Patsy Rodgers se convirtió en la primera Reina de la Stampede en 1946 y desfiló en el desfile de 2008.

La Calgary Stampede (Estampida de calgary), que se reconoce a sí misma como ‘El Mayor Espectáculo de la Tierra al Aire Libre’, es un gran festival que se celebra en Calgary, Alberta, Canadá durante 10 días cada verano (hacia mediados de julio aproximadamente). Es uno de los eventos más largos de Canadá y el rodeo al aire libre más importante del mundo. 
En el acontecimiento se puede disfrutar de rodeos sobre toros y caballos reconocidos a nivel mundial, carreras de carretas, degustaciones de tortitas, shows, conciertos y demás atracciones. En 2006 se batió un récord de asistencia en el décimo día de celebración con un total de 1 262 518 de visitantes. El desfile de la Stampede, que tiene lugar el día de inauguración, es una de las tradiciones más antiguas del festival. Es liderado por la Calgary Stampede Showband y sigue una ruta de 4.5 km por el centro de Calgary. El público que sigue el desfile por la calle ronda las 350 000 personas, aunque este es televisado y seguido por cerca de dos millones de personas. 
Durante la semana de la Stampede la ciudad se llena de turistas vestidos siguiendo la atmósfera vaquera. Un gran número de negocios decoran sus escaparates y oficinas siguiendo el estilo western desde junio hasta que la Stampede termina.
La Calgary Stampede tiene lugar en los Stampede Grounds, localizados en el sudeste de la ciudad de Calgary. En la zona algunos edificios como el Scotiabank Saddledome (estadio de hockey), el Round-Up Centre, el casino y demás se encuentran allí durante todo el año.
El evento ha generado controversia debido al número de animales que anualmente mueren, sobre todo en las carreras de carretas. A pesar de ello, el festival cuenta con un gran apoyo social y no parece que estas muertes vayan a provocar la desaparición del icono cultural de Calgary.

## Historia

### Visión general
La primera Calgary Exhibition apareció en 1886 tras la llegada del Canadian Pacific Railway. La Calgary Stampede (un acontecimiento independiente) fue inaugurado en 1912 por Guy Weadick y financiado por Patrick Burns, George Lane, A.J. MacLean, y A.E. Cross. Weadick quiso crear un rodeo que reuniese a los mejores vaqueros del continente. 
La Stampede, que contó en la primera edición con 100 000 asistentes, era el rodeo que más dinero otorgaba como premio de toda Norteamérica con un total de 20 000 dólares, y todavía continúa siendo uno de los principales rodeos que se celebran en la actualidad con más de 1 000 000 de dólares en metálico de premio para los ganadores. En 1923, la Stampede se unió a la Calgary Exhibition y desde entonces se han venido celebrando cada año.

### Línea histórica
Los primeros años por separado:
- 1884: Formación de la Agricultural Society.
- 1886: Tiene lugar la primera Calgary Exhibition .
- 1889: Se construye el Stampede Park gracias al Gobierno de Canadá.
- 1908: Aparece la Dominion Exhibition.
- 1912: Llega Guy Weadick a Calgary y junto con los otros cuatro socios crea la primera Calgary Stampede en septiembre. Fue todo un éxito.
- 1922: Aparece la Calgary Industrial Exhibition.
- 1923: Tienen lugar las primeras carreras de carretas (Chuckwagon Races) en la Stampede.
- 1925: La película americana The Calgary Stampede, un western sobre el amor, el rodeo y el asesinato, se estrena por toda Norteamérica. Gracias a la película, la Stampede conoció por todo el continente.

Historia después de la unión de la Calgary Exhibition y la Calgary Stampede:
- 1923: Se produce la unión de la Calgary Exhibition y la Stampede.
- 1953: Muere Guy Weadick.
- 1964: Aparecen los Young Canadians of the Calgary Stampede.
- 1967-1968: La Stampede pasa de durar 6 días a durar 10.
- 1968: Se produce una expansión del Stampede Park.
- 1971: Se forma la Calgary Stampede Showband.
- 1976: La afluencia de público a la Stampede sobrepasa el millón de personas por primera vez.
- 1982: Se aumenta el premio del rodeo a 500 000 dólares.
- 2000: El público llega a 1 218 851, récord de afluencia.
- 2000: Se aumenta el premio del World Championship Six Horse Hitch Heavy Horse Competition first a 10 000 dólares.
- 2004: Se aumenta el primer premio de 500 000 de dólares a 1 000 000 de dólares para poder competir con otros rodeos como el Cheyenne Frontier Days Rodeo.
- 2005: Nuevo récord de asistencia: 1 242 928.
- A partir de 2006: En el rodeo solo pueden participar invitados la NFR (National Finals Rodeo), CFR (Canadian Finals Rodeo), y PBR (Professional Bull Riders).
- 2006: Los récords de asistencia se baten otra vez: 1 262 518.
- 2008: Se aumenta el premio de nuevo: 1.82 millones de dólares canadienses